# Gregori I Mamiconi
Gregori I Mamiconi fou governador d'Armènia nomenat pel califa del 662 al 685.
Estava casat amb una princesa d'Aghuània.
Va restaurar molts edificis i l'economia i va governar pacíficament durant més de 20 anys. Va traslladar les restes de sant Gregori l'il·luminador des Thordan a Valarshapat. Una relíquia del sant fou donada al seu nebot Varasterdat d'Aghuània, que la van confiar al patriarca d'Aghuània Israel i va quedar dipositada a un monestir anomenat Glkhoivanq (Monestir del Cap)
El 661 havia estat elegit patriarca Anastasi I d'Akori que va fer establir un calendari fix (obra d'Anania Anetsi). Anastasi va morir el 667 i el va succeir Israel I d'Othmus que va governar l'església deu anys i llavors (677) el va succeir Isaac II d'Arqunashen (677-703).
El 681 o 682, aprofitant les guerres civils al Califat, els armenis es van revoltar junt amb els ibers i els aghuans. Vers el 685 els khàzars, aprofitant també les guerres civils, van envair Kartli i van entrar a Armènia pel nord. Gregori Mamiconi va marxar contra ells però va morir en combat (685).
Els àrabs, després de dos prínceps Mamiconis revoltats, van decidir canviar de casa, i van nomenar Asoci I Bagratuní.